# Hongdu L-15
Hongdu L-15 – chiński samolot szkolno-treningowy produkowany przez chińskie konsorcjum Hongdu Aviation Industry Group z siedzibą w Nanchangu w Chinach.
Obecnie samolot jest w stanie prototypu, jednak jego zapotrzebowanie dla Armii Chińskiej jest wyjątkowo duże. Wraz z pakistańsko-chińskim projektem Guizhou JL-9 stanowi przyszłość lotnictwa szkolnego w Armii Chińskiej. Ministerstwo Obrony Ukrainy podpisało w listopadzie 2015 roku wstępną umowę na pozyskanie i uruchomienie licencyjnej produkcji samolotów L-15 w zakładach Odesawiaremserwis w Odessie.

## Użytkownicy
- Chiny
- Zambia – kontrakt na sprzedaż do Zambii sześciu samolotów Hongdu L-15 został podpisany w czasie Zhuhhai Air Show w 2012 roku[4][5].

## Podobne konstrukcje
- Guizhou JL-9
- KAI T-50 Golden Eagle
- Jak-130
- Aermacchi M-346
- BAE Hawk
- IAR 99
- MiG-AT
- Aermacchi MB-339
- Aero L-159 Alca
- Aero L-39 Albatros